# دوغلاس هاسكيل
دوغلاس هاسكيل (بالإنجليزية: Douglas Haskell)‏ هو صحفي أمريكي، ولد في 1899 في بيتولا في شمال مقدونيا، وتوفي في 11 أغسطس 1979.